# Mikako Kotani
Mikako Kotani (japonès: 小谷実可子)  (Tòquio, 30 d'agost de 1966) és una nedadora japonesa, ja retirada, especialitzada en natació sincronitzada, que va competir durant les dècades de 1980 i 1990.
El 1988 va prendre part en els Jocs Olímpics d'Estiu de Seül, on disputà les dues proves del programa de natació sincronitzada. En ambdues, la prova parelles, junt a Miyako Tanaka, i la de solo, guanyà la medalla de bronze. En aquests Jocs fou la primera japonesa en ser abanderada durant la cerimònia inaugural d'uns Jocs. Quatre anys més tard, als Jocs de Barcelona, quedà eliminada en la classificació en la prova de solo.
En el seu palmarès també destaquen cinc medalles als Campionat del Món de natació, una de plata i quatre de bronze, entre les edicions de 1986 i 1991; així com tres medalles, dues d'or i una de plata als Campionats de Natació Pan Pacific i sis medalles a la Copa del Món de natació sincronitzada, una de plata i cinc de bronze.
El 2007 fou incorporada a l'International Swimming Hall of Fame.